# Palacio de los Condes de la Encina
El palacio de los Bravo, palacio de los Condes de la Encina o palacio de los condes de Sorróndegui es un edificio histórico situado en la localidad española de Brozas, en la provincia de Cáceres. Forma parte del conjunto histórico de la villa de Brozas, declarado bien de interés cultural en 2016.

## Descripción
La familia Bravo estuvo vinculada a Brozas y a otras villas próximas ya desde la Edad Media. Miembros de este linaje se asentaron en
América, otros pertenecieron a la Orden de Alcántara, a la milicia, etc. y a él pertenecen algunos de los enterramientos de la iglesia de Santa María de Brozas.
Como es propio de una obra construida quizás a finales del siglo XVI o principios del XVII, su planta tiene gran regularidad. El edificio se organiza, en sus dos plantas, como un sencillo cuadrilátero en el que cuatro crujías rodean a un patio central, también de forma cuadrangular. Este patio sirve de distribuidor. El patio es porticado en su planta inferior, formado por cuatro pilares angulares que sirven de apoyo a cuatro arcos rebajados de gran luz en tanto que, en planta superior, sus paramentos están macizados, horadados por ventanas.
Aunque el edificio originalmente estaba concebido como una casa exenta, en la actualidad se encuentra flanqueado por construcciones a ambos lados de la fachada, quedando libres solamente la principal y la parte posterior que da al jardín.
La fachada principal refleja la armonía del edificio, con dos plantas en las que se abren cinco vanos correctamente distribuidos. En la inferior, la puerta central destaca tan solo por su mayor dimensión y por una fina decoración moldurada en jambas y dintel, con “orejas” angulares. A ambos lados se abren sendos pares de ventanas protegidas con rejas sencillas. En el cuerpo superior, hay cinco sobrios balcones con balaustrada que avanzan sobre peanas salientes.
Remata el conjunto una cornisa sencilla moldurada en cuarto de bocel que, en el centro del edificio, se levanta formando un pequeño pabellón para contener un escudo.
Al patio de la casa se accede por un zaguán cubierto por bóveda de arista. Es un patio porticado en la primera planta y para el que cuatro pilares angulares sirven de apoyo a otros tantos arcos rebajados de amplia luz. En torno al patio, se distribuyen, en planta baja, diferentes estancias y dependencias que son, sobre todo, salones y cuartos de estar en las crujías anterior y laterales.
En la planta principal no hay pórtico en torno al patio sino tan sólo un pasillo con ventanas. En ella se organizan los salones, despachos y dormitorios. Y, en la crujía posterior, están las cocinas, dormitorios de servicio, almacén y el paso hacia el jardín posterior, así como el arranque de la escalera de dos tramos rectos.